# Васильєв Вадим Сергійович
Васильєв Вадим Сергійович (нар. 25 березня 1931, Харків) — український архітектор і графік, кандидат архітектури (1974).

## Життєпис
Народився у 1931 році у м. Харкові. У 1956 році закінчив Харківський інженерно-будівельний інститут, з 1989 року — професор цього вишу.
У 1974 році здобув ступінь кандидата архітектури (тема роботи — «Архітектурно-композиційні та техніко-економічні проблеми застосування висячих покриттів сідловидної форми»).
Реалізовані проєкти — кіноконцертні зали «Україна» в Харкові (1963, співавт.) та «Ювілейний» у Херсоні (1967), комплекс будівель Фізико-технічного інституту низьких температур по пр. Науки у Харкові (1961—1964 рр., у співавт. з Е. Ю. Черкасовим та П. І. Арєшкіним), павільйон-навіс над бюветом мінеральної води «Харківська-1» у Саржиному Яру в Харкові (1960), Будинок рад у Запоріжжі (1977), проєкти забудови комплексу 14-поверхових будинків по вул. 23 серпня у районі Павлове Поле в Харкові (1965–1977, у співавт.), площ Жовтнева, Фестивальна, Центрального бульвару в Запоріжжі (1980-і рр.)

## Відзнаки, нагороди
- Лауреат премії Ради міністрів СРСР (1978)
- Заслужений архітектор УРСР (1981).